# Entyloma helosciadii
Entyloma helosciadii är en svampart som beskrevs av Magnus 1882. Entyloma helosciadii ingår i släktet Entyloma och familjen Entylomataceae.   Inga underarter finns listade i Catalogue of Life.